# Hans von Petersen
Pour les articles homonymes, voir Hans Petersen.
Hans Petersen, né à Husum le 24 février 1850 et mort à Munich le 18 juin 1914, est un peintre prussien de marines.

## Biographie
En 1893, il participe à l'Exposition universelle de Chicago avec le peintre autrichien Alexander Kircher.
En 1896, Hans Petersen remporte une petite médaille d'or à l'Exposition internationale d'art à Berlin. Il est président de l'Association des artistes de Munich depuis 1901 et dirige également la Palais des glaces à Munich. Petersen se marie avec Clara Wuth (18 mai 1852 - 14 janvier 1923), mais n'ont pas d'enfants. Dépressif et sous la menace de cécité, Petersen se suicide en 1914.